# پروژه‌ای برای قرن آمریکایی جدید
طرح برای یک سده آمریکایی جدید (به انگلیسی: Project For The New American Century) با کوته‌نوشت PNAC، مانیفست نومحافظه‌کاران آمریکایی است که راهبرد حکومت فدرال ایالات متحده آمریکا را برای سده جدید در زمینه‌های دیپلماسی و امنیت ملی تدوین می‌کند.
این طرح در اوایل سال ۱۹۹۷ توسط ویلیام کریستول و رابرت کاگان آغاز به کار کرد. در  ماه سپتامبر ۲۰۰۲ میلادی، رئوس اصلی گزارش PNAC، شالوده گزارش انتخاباتی جرج دابلیو بوش به عنوان «استراتژی امنیت ملی ایالات متحده آمریکا» را تشکیل داد.
در ۳ ژوئن ۱۹۹۷، ۲۰ تن از اندیشمندان و سیاست‌مداران آمریکایی بیانه‌ای را منتشر کردند که در آن از سیاست خارجی و امنیتی ایالات متحده آمریکا در دوران ریاست جمهوری بیل کلینتون به شدت انتقاد شده بود . این افراد خواستار افزایش بودجه نظامی صرف نظر کردن از دیپلماسی چند جانبه و سرنگونی صدام حسین در عراق شدند .

## اعضاء
در سال ۲۰۰۰ اعضای PNAC، شامل افراد زیر بودند:
- دیک چینی و همسرش لین چینی
- لوئیس لیبی، مشاور نومحافظه کار دیک چینی
- دونالد رامسفلد
- پل ولفوویتس
- الیت ایبرامز، سرپرست بخش خاورمیانه شورای امنیت ملی آمریکا
- جان بولتون
- ریچارد پرل
- ویلیام کریستول
- بروس جکسون، معاون پیشین شرکت لاکهید مارتین
- جیمز وولسی، رئیس سابق آژانس اطلاعات مرکزی آمریکا (سیا)
- نورمن پادهورتز